# Нишавска епархија
Нишавска епархија или Пиротска епархија је бивша православна епархија са седиштем у Пироту. Основана је у другој половини 18. века, издвајањем Пирота и горњег Понишавља из састава Софијске митрополије, која је припадала Цариградској патријаршији. Након ослобођења Пирота и горњег Понишавља у Српско-турском рату (1877-1878) и њиховог прикључења Србији, Цариградска патријаршија је 1879. године званично препустила све ослобођене области Београдској митрополији, која је новодобијену Нишавску епархију наредне 1880. године укључила у састав Нишке епархије.

## Историја
Историја православног хришћанства у области горњег Понишавља је од најстаријих времена била биско повезана са значајним хришћанским средиштима у оближњем Нишу и Софији. Током средњовековог и раног нововековног раздобља, епархијска граница између поменутих центара пролазила је управо преко ове области. Средином 16. века, целокупно подручје Софијске митрополије (укључујући и Пирот) накратко је ушло у састав Српске патријаршије у Пећи, али је убрзо потом враћено у састав Цариградске патријаршије.
У другој половини 18. века извршено је управно преуређење Софијске митрополије у оквиру које је створена Нишавска епархија са средиштем у Пироту. Ова епархија је почетком 19. века издвојена из састава Софијске митрополије и такође је добила почасни ранг митрополије, што је био обичај у Цариградској патријаршији. Ова епархија је 1815. године спојена са Нишком епархијом, али је након 1821. године поново одвојена у посебну епархију. За митрополите у Нишавској епархији су по правилу постављани фанариоти. Средином 19. века, Цариградска патријаршија није препознала потребу да у епархијама на српском етничком подручју постави архијереје српске народности, што је потом искористила расколничка Бугарска егзархија у циљу неканонског запоседања Нишавске епархије.
Стицајем околности, томе је допринела и сама Цариградска патријаршија, која је 1867. године поставила бугарског свештеника Партенија Зографског за нишавског митрополита у Пироту, што се убрзо показало као велика грешка, пошто се он недуго након тога отргао од Цариграда и приступио Бугарској егзархији (1870). Тако је створена расколничка "Нишавска егзархијска епархија" којом је до 1874. године управљао Партеније Зографски, а након његове оставке администрирање над овом епархијом је поверено егзархијском митрополиту Јевстатију Палагонијском, који је 1878. године побегао у Бугарску. Након ослобођења Пирота у Српско-турском рату (1877-1878) створени су услови за обнову канонског поретка путем споразума са Цариградском патријаршијом (1879). У склопу општег договора о признавању аутокефалности Православне цркве у проширеној Кнежевини Србији, договорено је да подручје дотадашње Нишавске епархије уђе у састав аутокефалне српске митрополије. Администрирање над овом епархијом преузео је митрополит Михаило Јовановић. Наредне 1880. године Нишавска епархија је укинута, а њено подручје је прикључено суседној Нишкој епархији.

## Епископи
Епархија успостављена у другој половини 18. века, а 1815. је укинута и спојена Нишкој епархији
- Самуило (Грк), митрополит нишавски до 1815.[8]

Митрополити Нишавске епархије Цариградске патријаршије од обнављања епархије 1821.
| Слика | Име и презиме       | Време службе | Националност | Напомене                                                               |
| ----- | ------------------- | ------------ | ------------ | ---------------------------------------------------------------------- |
|       | Јероним             | 1821-1836    | Грк          |                                                                        |
|       | Нектарије           | 1837-1853    | Грк          |                                                                        |
|       | Антим               | 1853-1860    | Грк          |                                                                        |
|       | Софроније           | 1860-1868    | Грк          |                                                                        |
|       | Партеније Зографски | 1869-1872    | Бугарин      | 1872 епархија неканонско запоседнута од расколничке Бугарске егзархије |

Неканонски епископи Нишавске епархије под Бугарском егзархијом
| Слика | Име и презиме       | Време службе | Напомене                                        |
| ----- | ------------------- | ------------ | ----------------------------------------------- |
|       | Партеније Зографски | 1872-1874    |                                                 |
|       | Јевстатије          | 1874-1878    | администратор епархије, 1878 побегао у Бугарску |

Администратор Нишавске епархије Београдске митрополије
| Слика | Име и презиме     | Време службе | Напомене                                                                               |
| ----- | ----------------- | ------------ | -------------------------------------------------------------------------------------- |
|       | Михаило Јовановић | 1879-1880    | Београдски митрополит aдминистратор епархије, 1880 подручје прикључено Нишкој епархији |